# Eddy Baldewijns
Edouard S.L.J.L. (Eddy) Baldewijns (Borlo, 22 april 1945) is een Belgisch politicus voor de sp.a.

## Levensloop
In 1966 studeerde Baldewijns af als regent Frans en geschiedenis aan de Provinciale Normaalschool van Tienen, waarna hij van 1967 tot 1977 als leraar Frans in Hasselt werkte.
Van 1971 tot 1976 had hij zijn eerste politieke mandaat als gemeenteraadslid van Borlo. Daarna werd hij gemeenteraadslid van Gingelom, waar Borlo in 1976 mee fuseerde. Van 1989 tot 2004 was hij burgemeester van Gingelom. Op 1 november 2004 verliet hij onder meer om medische redenen de gemeentepolitiek van Gingelom. Ook was hij van 1976 tot 1988 voorzitter van de BSP- en SP-afdeling van Gingelom en van 1977 tot 1994 voorzitter van de SP-afdeling van het kanton Sint-Truiden. Bovendien was hij ondervoorzitter van de provinciale SP-afdeling van Limburg en lid van het nationaal partijbestuur.
Vanaf 1977 begon hij voor de socialisten aan een parlementaire loopbaan: van 1977 tot 1995 was hij lid van de Kamer van volksvertegenwoordigers. In de periode mei 1977-oktober 1980 zetelde hij als gevolg van het toen bestaande dubbelmandaat ook in de Cultuurraad voor de Nederlandse Cultuurgemeenschap, die op 7 december 1971 werd geïnstalleerd. Vanaf 21 oktober 1980 tot mei 1995 was hij lid van de Vlaamse Raad, de opvolger van de Cultuurraad en de voorloper van het huidige Vlaams Parlement. Tussen januari 1994 en mei 1995 was hij voorzitter van de Vlaamse Raad. Bij de eerste rechtstreekse verkiezingen voor het Vlaams Parlement van 21 mei 1995 werd hij verkozen in de kieskring Hasselt-Tongeren-Maaseik. Hij nam net geen maand later ontslag als Vlaams volksvertegenwoordiger, toen hij op 20 juni 1995 de eed aflegde als Vlaams minister. Op 8 juli 1998 werd hij in de plenaire vergadering van het Vlaams Parlement gehuldigd voor zijn 20 jaar parlementair mandaat. In 1999 was hij opnieuw enkele maanden Kamerlid.

### Vlaams minister
Tussen 1995 en 1998 was hij Vlaams minister, bevoegd voor openbare werken, vervoer en ruimtelijke ordening. Inzake ruimtelijke ordening maakte Baldewijns komaf met het gedoogbeleid inzake bouwovertredingen. Hij werd berucht door een sterkere handhaving en het slopen van verschillende illegale buitenhuisjes dat hiermee gepaard ging. Om een einde te maken aan de ad hoc gewestplanwijzigingen die doorgevoerd werden zonder onderlinge samenhang, werd gestart met een "structuurplanning", die een leidraad zou vormen voor de ruimtelijke planning. In 1996 kwam het planningsdecreet (m.b.t. structuurplanning) er en in 1997 werd het Ruimtelijk Structuurplan Vlaanderen gepubliceerd.
Nadat Louis Tobback ontslag had genomen uit de federale regering en Luc Van den Bossche hem daar ging vervangen, nam Eddy Baldewijns de bevoegdheid Onderwijs van Van den Bossche over. De bevoegdheid Ruimtelijke Ordening ging naar Steve Stevaert. Eddy Baldewijns bleef Vlaams minister tot aan de verkiezingen van 1999.

### Overige functies
Op 1 december 1999 werd hij in de plaats van Freddy Troch benoemd voor de post van "adjunct-secretaris-generaal voor de Benelux", waardoor hij ontslag moest nemen uit de Kamer. Deze functie oefende hij uit tot zijn aanstelling als voorzitter van de Raad voor het Gemeenschapsonderwijs (RAGO) in 2008. Hij was voorzitter van het RAGO tot 2018.
Van november 2003 tot mei 2004 was hij voorzitter van de Associatie Universiteit-Hogescholen Limburg (AUHL), een associatie rond de Universiteit Hasselt.
Hij is lid van de Hasseltse loge Tijl Uilenspiegel onder het Grootoosten van België.